# Eurüdiké (Apollón leánya)

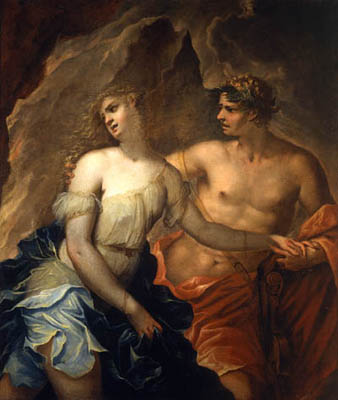
Eurüdiké és Orpheusz

Eurüdiké a görög mitológiában Orpheusznak, a híres lantosnak és zenésznek a felesége volt.
Szerelmük nagyon erős volt, és érezték, hogy egymás nélkül nem élhetnének. Életük vidáman telt, mezőkön táncoltak és örültek egymásnak. Ám egy napon Eurüdiké a mezőn táncolva rálépett egy kígyóra, és annak mérgétől azonnal meghalt. Orpheusz bánatában írt egy dalt, és úgy döntött, hogy mivel vesztenivalója nincs, hát lemegy Hadész birodalmába, és megkéri az istent, hogy engedje el Eurüdikét. Tudta jól, hogy Hadész szíve kemény, mint a kő, és hogy sokan hiába próbáltak vele beszélni szeretteikről, mégis elhatározott volt. Az alvilág ura meghallgatta Orpheusz dalát, amely olyannyira megindító volt, hogy Hadész megegyezett Apollón gyermekével. Az egyezség szerint Orpheusz visszakaphatta feleségét egy feltétellel, miszerint az alvilágból kivezető úton nem nézhet vissza, feltétlenül bíznia kell az isten szavában, hogy felesége végig ott lesz mögötte. Az alvilágból hosszú út vezet kifelé, és Orpheusz ki is bírta azt, ám amikor megpillantotta a kijáratot, mégis furdalni kezdte a kíváncsiság, és az utolsó részen hátrapillantott. Ekkor látta utoljára kedvesét, ugyanis Hadész visszarántotta Eurüdikét, mert Orpheusz nem tartotta be a megállapodást. Azóta Orpheusz azoknak a daloknak a megihletője, amelyek a kedves elvesztését siratják.
1. ↑  MANTO (angol nyelven). (Hozzáférés: 2023. május 26.)
2. ↑  Otto Kern (1907). „Eurydike 1” (német nyelven). Pauly-Wissowa vol. VI,1. (Hozzáférés: Hiba: Érvénytelen idő.)